# Kanton Tartas-Ouest
Tartas-Ouest is een voormalig kanton van het Franse departement Landes. Het kanton maakte deel uit van het arrondissement Dax. Het is in zijn geheel opgenomen in het nieuwe kanton Pays morcenais tarusate.

## Gemeenten
Het kanton Tartas-Ouest omvatte de volgende gemeenten:
- Bégaar
- Beylongue
- Boos
- Carcen-Ponson
- Laluque
- Lesgor
- Pontonx-sur-l'Adour
- Rion-des-Landes
- Saint-Yaguen
- Tartas (deels, hoofdplaats)
- Villenave